# 梵蒂冈河岸

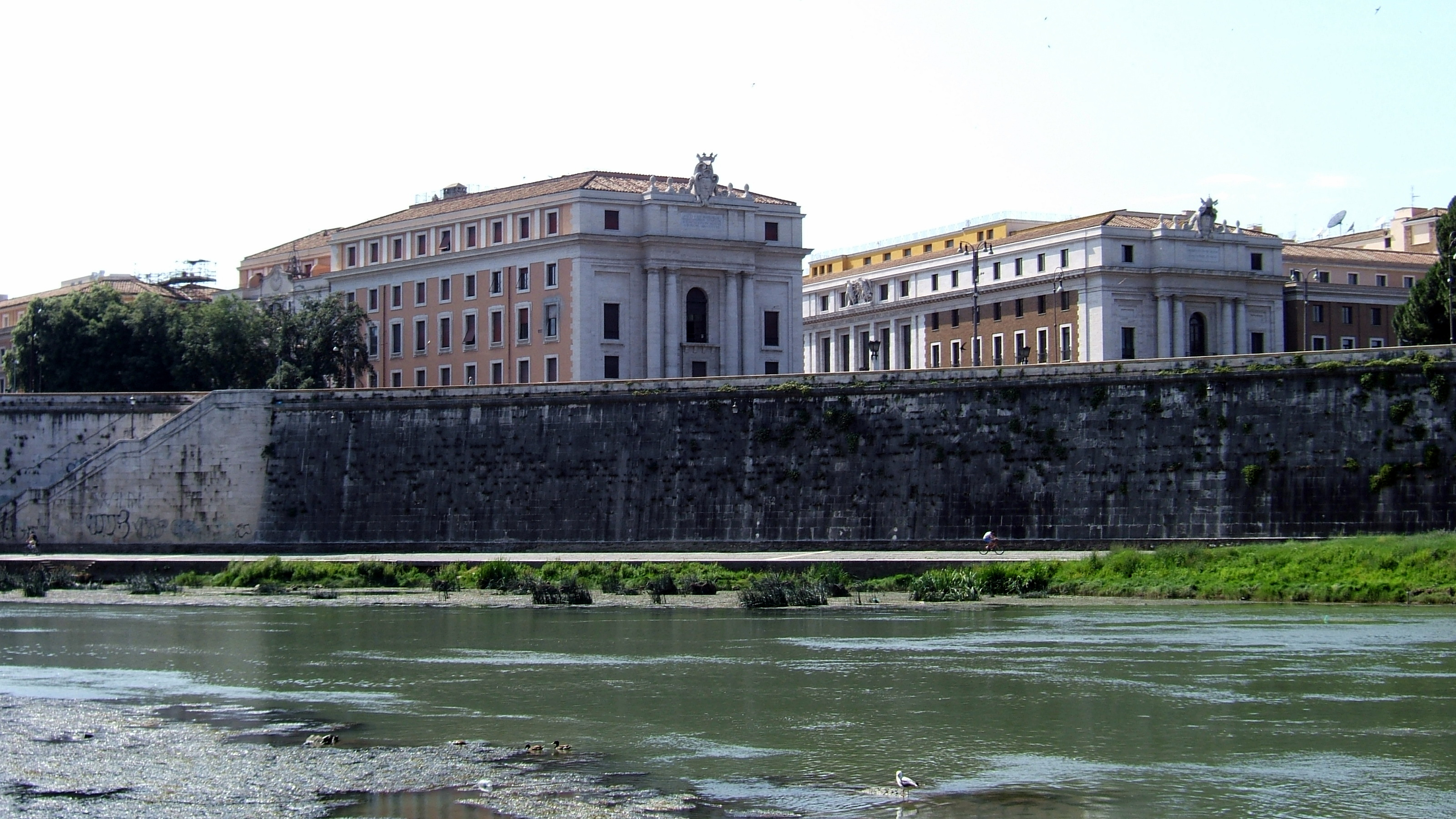

梵蒂冈河岸（Lungotevere Vaticano）是意大利罗马的一段台伯河河岸，从圣天使桥到维托里奥·埃马努埃莱二世桥，位于博尔戈区。
梵蒂冈河岸得名于圣伯多禄大殿和梵蒂冈城所在的梵蒂冈山；确定于1887年7月20日。
在梵蒂冈河岸，有博尔戈圣母领报堂（Santa Maria Annunziata in Borgo），原为博尔戈圣神堂，在修筑协和大道时拆除，1950年在圣庇护十世街转角重建。立面可以追溯到8世纪，作者是Pietro Passalacqua。其内部藏有现已拆除的圣弥额尔小教堂的艺术品。